# 基督教香港信義會信愛學校
基督教香港信義會信愛學校（英語：ELCHK Faith Love Lutheran School），原名為柴灣信愛學校（英語：Chai Wan Faith Love Lutheran School），是港島東區的一所政府資助小學，由基督教香港信義會於1961年創立。

## 歷史
柴灣信愛學校於1961年由基督教香港信義會創辦，學校創辦初期校址在柴灣邨23座地下，以半日制模式辦學。1975年，香港政府宣佈清拆柴灣邨23座、24座及25座（後重建成環翠邨），繼而在1977年搬遷到漁灣邨的現有校舍。2007年轉為全日制。2010年易名為基督教香港信義會信愛學校。

## 歷任校長

### 上午校
- 楊文松先生（1961－196？）
- 李景行先生（196？－1980）
- 麥婉玲女士（1981－1995）
- 廖立民先生（1995－2007）

### 下午校
- 李景行先生（1961－196？）
- 楊文松先生（1961－196？）
- 李仰坤先生（197？－198？）
- 廖立民先生（198？－1995）
- 李永昌先生（1995－2007）

### 全日制
- 李永昌先生（2007－2012）
- 趙劍眉女士（2012－2022）
- 張敏聰先生（2022－2023）
- 葉鎮鴻先生（2023－2024）
- 林雅芬女士（2024－現在）

## 歷任校監
- 吳冠勛牧師（Rev. Arthur S. Olson，1961－1962）
- 姜中原牧師（1962－1968）
- 周以賽亞牧師（1968－1977）
- 姜中原牧師（1977－1987）
- 李成新博士（1987－2020）
- 張燕群女士（2020－現在）

## 外部連結
- 基督教香港信義會信愛學校校網（页面存档备份，存于）